# Kai Mauro
Kai Julian Mauro (Londra, 30 maggio 2007) è un calciatore gibilterriano, difensore del Cadice B e della nazionale gibilterriana.

## Carriera

### Club
Ha iniziato a giocare a calcio nel Lincoln Red Imps, per poi trasferirsi in Spagna dove ha giocato con Atlético Zabal ed Algeciras. Il 3 giugno 2024 è stato acquistato dal Cadice che lo ha assegnato alla propria formazione B.

### Nazionale
Ha giocato nelle nazionali giovanili gibilterriane Under-17, Under-19 ed Under-21.
Il 18 marzo 2025 ha ricevuto la prima convocazione con la nazionale maggiore gibilterriana, ed ha debuttato una settimana dopo nell'incontro di qualificazione per il Campionato mondiale di calcio 2026 perso in casa per 0-4 contro la Rep. Ceca.

## Statistiche

### Cronologia presenze e reti in nazionale
| Cronologia completa delle presenze e delle reti in nazionale ― Gibilterra | Cronologia completa delle presenze e delle reti in nazionale ― Gibilterra | Cronologia completa delle presenze e delle reti in nazionale ― Gibilterra | Cronologia completa delle presenze e delle reti in nazionale ― Gibilterra | Cronologia completa delle presenze e delle reti in nazionale ― Gibilterra | Cronologia completa delle presenze e delle reti in nazionale ― Gibilterra | Cronologia completa delle presenze e delle reti in nazionale ― Gibilterra | Cronologia completa delle presenze e delle reti in nazionale ― Gibilterra |
| Data                                                                      | Città                                                                     | In casa                                                                   | Risultato                                                                 | Ospiti                                                                    | Competizione                                                              | Reti                                                                      | Note                                                                      |
| ------------------------------------------------------------------------- | ------------------------------------------------------------------------- | ------------------------------------------------------------------------- | ------------------------------------------------------------------------- | ------------------------------------------------------------------------- | ------------------------------------------------------------------------- | ------------------------------------------------------------------------- | ------------------------------------------------------------------------- |
| 25-3-2025                                                                 | Faro                                                                      | Gibilterra                                                                | 0 – 4                                                                     | Rep. Ceca                                                                 | Qual. Mondiali 2026                                                       | -                                                                         | 52’                                                                       |
| 6-6-2025                                                                  | Faro                                                                      | Gibilterra                                                                | 0 – 7                                                                     | Croazia                                                                   | Qual. Mondiali 2026                                                       | -                                                                         |                                                                           |
| 9-6-2025                                                                  | Tórshavn                                                                  | Fær Øer                                                                   | 2 – 1                                                                     | Gibilterra                                                                | Qual. Mondiali 2026                                                       | -                                                                         | 90’                                                                       |
| Totale                                                                    |                                                                           | Presenze                                                                  | 3                                                                         |                                                                           | Reti                                                                      | 0                                                                         |                                                                           |